# Michael Björklund
Michael Björklund, född 15 maj 1975 i Saltvik på Åland, är en åländsk kock, författare och TV-personlighet.
Björklund vann tävlingen Årets kock i Finland 1997, Årets kock i Sverige 2000, och placerade sig 1999 på femte plats i den internationella matlagningstävlingen Bocuse d'Or.
Björklund driver restaurang Smakbyn intill Kastelholms slott i Sund på Åland, franchisekedjan Pub Niska med verksamhet på Åland samt ett antal orter på det finska fastlandet. Han är också delägare i destilleriet Åland Distillery och restaurangerna Hejm och Fröj i Vasa.
Björklund vann svenska dokusåpan Robinson 2020 som utspelade sig på Fijiöarna. Han stod i final mot Clara Henry och Priya Svang och vann ett pris på 500 000 kr. Han fick aldrig någon röst emot sig under hela tävlingen.
Björklunds första medverkan i TV var tillsammans med Rickard Sjöberg i Skärgårdstugg (2002–2003) på TV4. Han var kock i det finlandssvenska livsstilsprogrammet Strömsö åren 2004 till 2008. Åren 2009 till 2013 medverkade han i FST-produktionen Mat så in i Norden tillsammans med först Matias Jungar och senare Sonja Kailassaari. År 2014 tävlade Björklund i den tredje säsongen av Kockarnas kamp på TV4.